# REDengine
REDengine — игровой движок, разработанный компанией CD Projekt RED. Он был разработан исключительно для нелинейных компьютерных ролевых игр компании.

## Технические характеристики
REDengine портируем между 32- и 64-битными платформами и работает под операционной системой Microsoft Windows. Впервые движок был использован в игре «Ведьмак 2: Убийцы королей». REDengine 2, обновлённая версия использованного во втором Ведьмаке движка, также работает на Xbox 360 и под операционными системами OS X и Linux, однако эти порты используют слой совместимости, схожий с Wine, названный eON. REDengine 3 был разработан исключительно для 64-битной платформы и также работает на PlayStation 4 и Xbox One.

## Версии

### REDengine 2
REDengine использует промежуточное программное обеспечение Havok для просчёта физики, Scaleform GFx для пользовательского интерфейса и FMOD для аудио. Приобретение лицензии на Havok было анонсировано 26 марта 2009 года.
Движок был использован для портирования игры «Ведьмак 2: Убийцы королей» на Xbox 360.

### REDengine 3
REDengine 3 был разработан исключительно для 64-битной платформы. CD Projekt RED создала REDengine 3 для разработки игр с открытым миром, которой является «Ведьмак 3: Дикая Охота».
Движок вводит улучшения в лицевую и другую компьютерную анимацию; эффекты освещения больше не приводят к уменьшению коэффициента контрастности. Движок включает в себя гибкий рендерер, поддерживающий отложенное затенение на современных графических конвейерах, в результате чего поддерживается широкий диапазон кинематографических эффектов, включая боке и блики. Система поверхности использует тесселяцию и легко смешиваемые слои различных материалов.

### REDengine 4
В 2017 году CD Project раскрыла, что они работают над четырьмя проектами: созданием городов (англ. City Creation), бесшовным мультиплеером (англ. Seamless Multiplayer), ощущением кинематографичности (англ. Cinematic Feel) и совершенством анимации (англ. Animation Excellence). Все эти проекты были по итогу включены в REDengine 4.
Движок был использован для игры Cyberpunk 2077. Эта игра является последним проектом, при работе над которым задействовался REDengine. Компания отказалась от его дальнейшей разработки и поддержки. В последующих играх студия планирует использовать Unreal Engine.

## Игры, использующие REDengine
| Название                                         | Платформы       | Дата релиза     | Ссылка      |
| REDengine 1                                      | REDengine 1     | REDengine 1     | REDengine 1 |
| ------------------------------------------------ | --------------- | --------------- | ----------- |
| «Ведьмак 2: Убийцы королей»                      | Windows         | 17 мая 2011     |             |
| REDengine 2                                      |                 |                 |             |
| «Ведьмак 2: Убийцы королей. Расширенное издание» | Windows         | 17 апреля 2012  |             |
| «Ведьмак 2: Убийцы королей. Расширенное издание» | Xbox 360        | 17 апреля 2012  |             |
| «Ведьмак 2: Убийцы королей. Расширенное издание» | macOS           | 18 октября 2012 |             |
| «Ведьмак 2: Убийцы королей. Расширенное издание» | Linux           | 22 мая 2014     |             |
| REDengine 3                                      |                 |                 |             |
| «Ведьмак 3: Дикая Охота»                         | Windows         | 19 мая 2015     | [ 13 ]      |
| «Ведьмак 3: Дикая Охота»                         | PlayStation 4   | 19 мая 2015     | [ 13 ]      |
| «Ведьмак 3: Дикая Охота»                         | Xbox One        | 19 мая 2015     | [ 13 ]      |
| «Ведьмак 3: Дикая Охота»                         | Nintendo Switch | 15 октября 2019 | [ 14 ]      |
| «Ведьмак 3: Дикая Охота»                         | PlayStation 5   | 14 декабря 2022 |             |
| «Ведьмак 3: Дикая Охота»                         | Xbox Series X/S | 14 декабря 2022 |             |
| REDengine 4                                      |                 |                 |             |
| Cyberpunk 2077                                   | Windows         | 10 декабря 2020 | [ 15 ]      |
| Cyberpunk 2077                                   | PlayStation 4   | 10 декабря 2020 | [ 15 ]      |
| Cyberpunk 2077                                   | Xbox One        | 10 декабря 2020 | [ 15 ]      |
| Cyberpunk 2077                                   | PlayStation 5   | 15 февраля 2022 |             |
| Cyberpunk 2077                                   | Xbox Series X/S | 15 февраля 2022 |             |